# Joseph Rodgers
Joseph Rodgers (Liss, Killanena, 25 maart 1903 - Ennis, 10 juli 1966) was bisschop van het katholieke bisdom Killaloe.
Rodgers werd op 19 juni 1927 tot priester gewijd. Op 10 januari 1948 werd hij benoemd tot hulpbisschop van het bisdom Killaloe en titulair bisschop van het bisdom Sebela. Op grond daarvan werd hij op 7 maart 1948 tot bisschop gewijd. Rodgers woonde in zijn tijd als hulpbisschop op "Ashline House" aan de Kilrush Road. Bisschop Fogarty had dit landhuis door middel van een uitzetting speciaal voor hem vrijgemaakt.
Na het overlijden van bisschop Fogarty op 25 oktober 1955 volgde hij hem op als bisschop van Killaloe.
In 1956 was Rodgers betrokken bij de "Clonlara Affaire". Een tweetal Jehova's getuigen was actief in Clonlara. De plaatselijke kapelaan, Patrick Ryan, was het daar niet mee eens en liet hen in elkaar slaan en hun spullen afnemen. De slachtoffers dienden prompt een klacht in bij de Garda Síochána en de betrokkenen werden voor het gerecht gebracht. Het waren echter de slachtoffers die veroordeeld werden tot goed gedrag en borgstelling op straffe van drie maanden gevangenis. Ze waren niet eens aangeklaagd, terwijl de daders vrijuit gingen. Bisschop Rodgers, die aanwezig was bij het proces, klaagde later bij de toenmalige Taoiseach John Costello over deze zaak. Daarbij keerde hij zich tegen de vervolging van de kapelaan en zijn helpers op grond van het feit dat de Jehova Getuigen godslasterend materiaal aan het verspreiden waren en de kapelaan slechts de fundamentele waarheden van het katholieke geloof beschermd had. Over het veroordelen van de niet-aangeklaagde slachtoffers liet hij zich niet uit.
Rodgers nam deel aan alle vier de sessies van het Tweede Vaticaans Concilie.
Rodgers overleed op 10 juli 1966 bij zijn residentie Westbourne in Ennis. Hij is begraven op het terrein van de Pro-Cathedral aldaar.